# Chiesa di San Nicola (Agrigento)
La chiesa di San Nicola è un luogo di culto cattolico di Agrigento, attualmente parte del Museo archeologico regionale di Agrigento.
È situata nell'area archeologica della Valle dei Templi; dalla sua posizione, si gode di un'ampia visuale sui resti dorici.                                                                                                                   Può essere considerata «una delle più felici manifestazioni» (Giuseppe di Giovanni) dell'architettura gotico-cistercense di stampo borgognone.

## Storia
La costruzione forse risale all'XI secolo. Un documento rinvenuto dallo storico Rocco Pirri indica chiaramente l’esistenza già nell’anno 1181 della contrada intitolata San Nicola, e un secondo atto riporta la donazione nel gennaio 1219 dal vescovo Ursone alla comunità cistercense di Santa Maria in Adrano, che vi edificò accanto un cenobio.
Tra i conventi di francescani di cui papa Martino V autorizzò la costruzione da parte del beato Matteo Guimerà (o Cimarra) nel 1417 figura anche uno dedicato a San Nicola, sulle fondamenta dell'antico cenobio accanto alla chiesa. Nel 1789 con la soppressione del convento le costruzioni tornarono in possesso del vescovo agrigentino.

## Descrizione
Lo stile della costruzione, in cui predomina il tufo caratteristico della zona, è alquanto rustico. La facciata risulta inquadrata tra due massicce colonne, le quali racchiudono un portale gotico a sesto acuto. La grande porta di legno fu realizzata nel 1531 da Angelo Blundo ed è sormontata dall'emblema francescano.
La chiesa presenta una sola navata, sormontata da una volta ad ogiva; lo spazio interno, sul lato destro, genera quattro cappelle, le quali in passato garantivano ai monaci cistercensi un momento di solitudine. Lungo le pareti sono presenti delle arcate cieche (otto nelle pareti lunghe, cinque nel lato corto), all'interno delle quali il pittore Innocenzo Mascarella realizzò, nel 1575, degli affreschi.

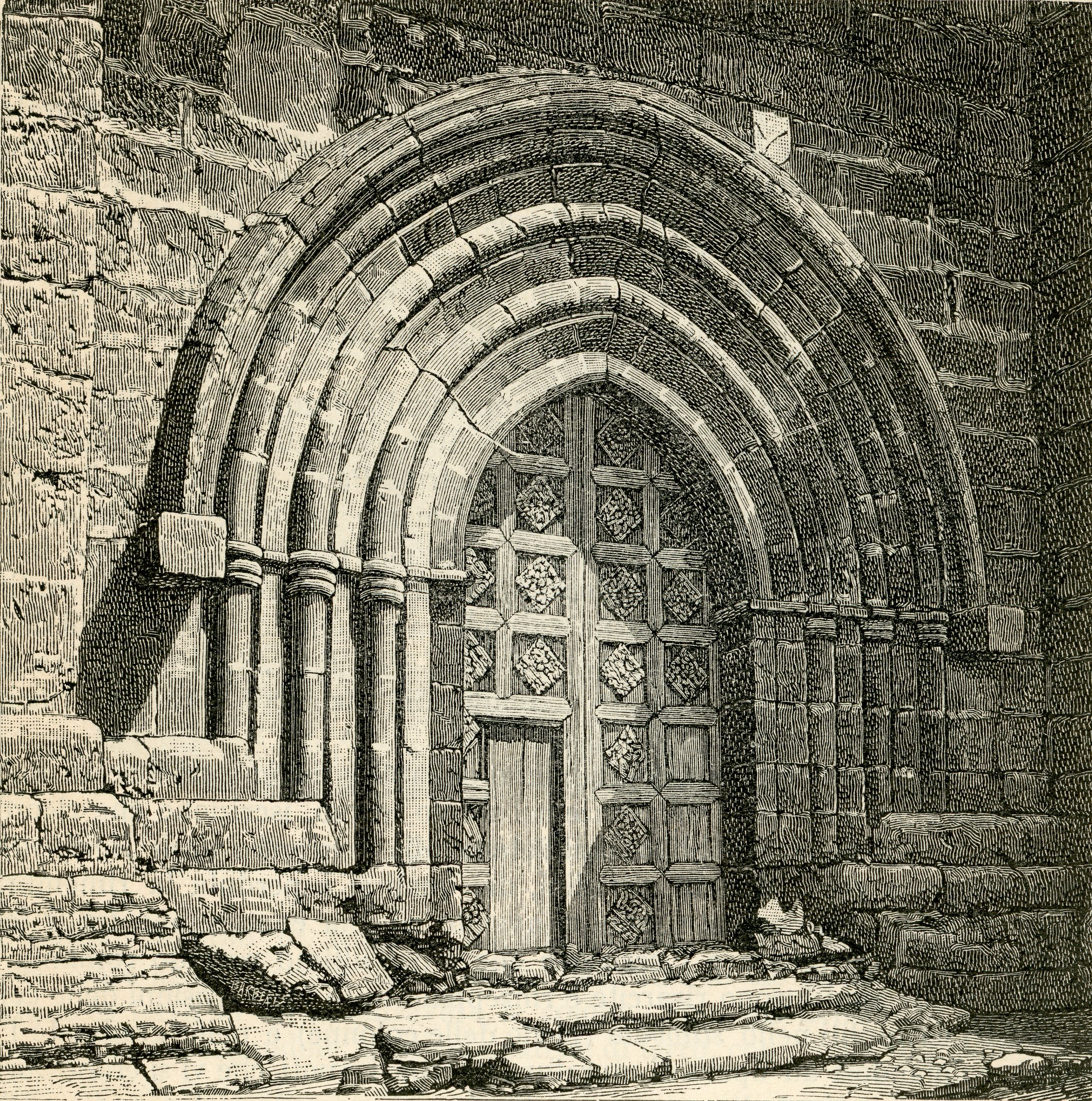
Portale d'ingresso, xilografia di Giuseppe Barberis, 1890

L'edificio, inoltre, custodisce da alcuni decenni il sarcofago di Fedra magnificato da Goethe, che lo vide nel 1787 presso la cattedrale di Agrigento. È un'opera in marmo attribuita al "maestro di Agrigento", attivo tra il II e il III secolo d.C. Venne spostato nella chiesa di San Nicola nel 1966 dopo alcuni smottamenti che interessarono la cattedrale.

## Curiosità
All'interno della chiesa è venerato un antico crocifisso ligneo, noto come "Signore della Nave"; la festa ad esso dedicata, che cade il giorno 1 settembre, ispirò Luigi Pirandello per il soggetto di un suo dramma.